# سيلين بونييه
سيلين بونييه هي ممثلة كندية، ولدت في 31 أغسطس 1965 في كندا.

## وصلات خارجية
- سيلين بونييه على موقع IMDb (الإنجليزية)
- سيلين بونييه على موقع ألو سيني (الفرنسية)
- سيلين بونييه على موقع أول موفي (الإنجليزية)
- سيلين بونييه على موقع قاعدة بيانات الأفلام السويدية (السويدية)
- سيلين بونييه على موقع إن إن دي بي (الإنجليزية)
- سيلين بونييه على موقع ديسكوغز (الإنجليزية)
- سيلين بونييه على موقع قاعدة بيانات الفيلم (الإنجليزية)
- سيلين بونييه على موقع كينوبويسك (الروسية)